# Delias paoaiensis
Delias paoaiensis är en fjärilsart som beskrevs av Inomata och Shoji Nakano 1987. Delias paoaiensis ingår i släktet Delias och familjen vitfjärilar. Inga underarter finns listade i Catalogue of Life.